# Roberto Morena
Roberto Morena (Rio de Janeiro, 7 de junho de 1902 - Praga, 5 de julho de 1978) foi um político brasileiro e um importante militante do Partido Comunista Brasileiro, ao qual se filiou em 1924 e nele militou até a sua morte no exílio, durante a ditadura militar no Brasil. Marceneiro de profissão, Morena continuou exercendo esta atividade mesmo quando era Deputado Federal, de vez que os subsídios de parlamentar pertenciam ao Partido, que entregava apenas uma pequena parcela a seus representantes.